# Gierschnach
Gierschnach ist eine Ortsgemeinde im Landkreis Mayen-Koblenz in Rheinland-Pfalz. Sie gehört der Verbandsgemeinde Maifeld an, die ihren Verwaltungssitz in der Stadt Polch hat.

## Geographie
Der Ort liegt nordwestlich von Münstermaifeld an der Straße nach Gappenach. Das Dorf Gierschnach war mehrfach Preisträger des Wettbewerbs „Unser Dorf soll schöner werden“.

## Geschichte
Gierschnach wurde 1208 als Girsnack erstmals urkundlich erwähnt, als die Abtei Sayn ebendort einen Besitz vermeldet. Im Jahre 1224 ist auch das Kloster Marienberg (Boppard) dort begütert. 1563 umfasste die Ortschaft unter dem Namen Girschnach 16 und 1684 acht Feuerstellen. Landesherrlich gehörte sie bis Ende des 18. Jahrhunderts zum Kurfürstentum Trier und unterstand der Verwaltung des Amtes Münster-Maienfeld. Gierschnach, ehemals auch Girschenach genannt, war Sitz eines Heimburgers im Hochgericht Münster-Maienfeld.
Einwohnerentwicklung
Die Entwicklung der Einwohnerzahl von Gierschnach, die Werte von 1871 bis 1987 beruhen auf Volkszählungen:
| Jahr | Einwohner |
| 1815 | 140       |
| 1835 | 105       |
| 1871 | 128       |
| 1905 | 135       |
| 1939 | 111       |
| 1950 | 138       |

| Jahr | Einwohner |
| 1961 | 93        |
| 1970 | 87        |
| 1987 | 74        |
| 1997 | 233       |
| 2005 | 272       |
| 2023 | 274       |

## Politik

### Gemeinderat
Der Gemeinderat in Gierschnach besteht aus sechs Ratsmitgliedern, die bei der Kommunalwahl am 9. Juni 2024 in einer Mehrheitswahl gewählt wurden, und dem ehrenamtlichen Ortsbürgermeister als Vorsitzendem.

### Bürgermeister
Matthias Hörsch wurde am 11. September 2023 Ortsbürgermeister von Gierschnach. Da für eine am 10. September 2023 angesetzte Direktwahl kein gültiger Wahlvorschlag eingereicht wurde, oblag die Neuwahl gemäß rheinland-pfälzischer Gemeindeordnung dem Rat, der sich einstimmig für den bisherigen Ersten Beigeordneten der Ortsgemeinde aussprach. Bei der Direktwahl am 9. Juni 2024 wurde er als einziger Bewerber mit einem Stimmenanteil von 98,0 % für fünf Jahre wiedergewählt.
Hörschs Vorgänger Manfred Görgen hatte das Amt im Jahr 2009 von Walter Stichnoth übernommen. Zuletzt bei der Direktwahl am 26. Mai 2019 wurde Görgen mit 82,76 % in seinem Amt bestätigt. Er legte sein Ehrenamt jedoch vorzeitig zum 30. April 2023 nieder, wodurch die Neuwahl erforderlich wurde.

### Wappen
| Wappen von Gierschnach | Blasonierung: „Unter silbernem Schildhaupt, darin ein rotes Balkenkreuz, gespalten; vorn in Blau ein schräggelegter goldener Bischofsstab belegt mit einer goldenen Mitra; hinten zwölffach von Silber und Rot geständert.“ |
| Wappen von Gierschnach | Wappenbegründung: Das Wappen in der linken Spalte weist auf die Walpoden von Gierschnach hin. Mitra und Bischofsstab beziehen sich auf den örtlichen Kapellenpatron St. Nikolaus. Gierschnach führt das Wappen seit 1963.   |